# Trute (Portugal)
Trute ist eine Gemeinde (Freguesia) im nordportugiesischen Kreis Monção. In ihr leben 246 Einwohner (Stand 19. April 2021).